# Långevatten (Mölndals socken, Västergötland)
Långevatten är en sjö i Mölndals kommun i Västergötland och ingår i Göta älvs huvudavrinningsområde.